# Asplenium milnei
Asplenium milnei là một loài dương xỉ trong họ Aspleniaceae. Loài này được Carruth. mô tả khoa học đầu tiên.
Danh pháp khoa học của loài này chưa được làm sáng tỏ. 